# 아이사이시
아이사이시(일본어: 愛西市)는 일본 아이치현 북서부에 있는 시이다. 2005년 4월 1일에 아마군 사야정, 다쓰타촌, 하치카이촌, 사오리정 등 2정 2촌이 합병해 성립하였다.
기소강을 사이에 두고 기후현 및 미에현과 접한다. 아이치현 서부는 거의 기소강이 현 경계가 되고 있지만 아이사이시는 기소강 서안에도 취락이 존재해 이 근처에서는 나가라강이 기후현, 미에현과의 현 경계가 되고 있다. 인접하는 쓰시마시를 북서남 방향에서 둘러싸는 형태를 하고 있고 쓰시마시와의 경계인 시 남부의 대부분(옛 사야정 지역)은 해발 0m 지대이다. 또 농업 진흥 지역이기도 해 자연이 풍부하다.

## 인접하는 자치체
- 아이치현
  - 쓰시마시, 이나자와시, 야토미시
  - 아마군 미와정, 가니에정

- 기후현
  - 가이즈시

- 미에현
  - 구와나시

## 역사
오와리번의 중신 요코이씨의 아카메성이 놓였다. 2005년 4월 1일에 아마군 사오리정, 사야정, 다쓰타촌, 하치카이촌의 합병과 함께 시로 승격했다.

## 교통

### 철도
- 나고야 철도
  - 쓰시마선
  - 비사이선

- 도카이 여객철도
  - 간사이 본선

### 도로
- 히가시메이한 자동차도
- 국도 제1호선
- 국도 제155호선

## 인구
| 연도 | 인구   | ±%     |
| ---- | ------ | ------ |
| 1960 | 38,629 | —      |
| 1970 | 48,104 | +24.5% |
| 1980 | 61,337 | +27.5% |
| 1990 | 63,143 | +2.9%  |
| 2000 | 65,597 | +3.9%  |
| 2010 | 64,981 | −0.9%  |

## 기후
| 아이사이시의 기후                                            | 아이사이시의 기후 | 아이사이시의 기후 | 아이사이시의 기후 | 아이사이시의 기후 | 아이사이시의 기후 | 아이사이시의 기후 | 아이사이시의 기후 | 아이사이시의 기후 | 아이사이시의 기후 | 아이사이시의 기후 | 아이사이시의 기후 | 아이사이시의 기후 | 아이사이시의 기후 |
| 월                                                           | 1월               | 2월               | 3월               | 4월               | 5월               | 6월               | 7월               | 8월               | 9월               | 10월              | 11월              | 12월              | 연간              |
| ------------------------------------------------------------ | ----------------- | ----------------- | ----------------- | ----------------- | ----------------- | ----------------- | ----------------- | ----------------- | ----------------- | ----------------- | ----------------- | ----------------- | ----------------- |
| 역대 최고 기온 °C (°F)                                       | 17.5 (63.5)       | 21.1 (70.0)       | 24.8 (76.6)       | 29.1 (84.4)       | 33.6 (92.5)       | 36.8 (98.2)       | 39.3 (102.7)      | 40.3 (104.5)      | 37.9 (100.2)      | 31.8 (89.2)       | 25.7 (78.3)       | 22.0 (71.6)       | 40.3 (104.5)      |
| 일평균 최고 기온 °C (°F)                                     | 8.8 (47.8)        | 9.9 (49.8)        | 13.8 (56.8)       | 19.5 (67.1)       | 24.2 (75.6)       | 27.4 (81.3)       | 31.2 (88.2)       | 33.0 (91.4)       | 28.9 (84.0)       | 23.1 (73.6)       | 17.1 (62.8)       | 11.3 (52.3)       | 20.7 (69.2)       |
| 일일 평균 기온 °C (°F)                                       | 4.2 (39.6)        | 4.9 (40.8)        | 8.4 (47.1)        | 13.8 (56.8)       | 18.8 (65.8)       | 22.6 (72.7)       | 26.5 (79.7)       | 27.7 (81.9)       | 23.8 (74.8)       | 17.9 (64.2)       | 11.8 (53.2)       | 6.5 (43.7)        | 15.6 (60.0)       |
| 일평균 최저 기온 °C (°F)                                     | 0.2 (32.4)        | 0.6 (33.1)        | 3.6 (38.5)        | 8.7 (47.7)        | 14.1 (57.4)       | 18.8 (65.8)       | 22.9 (73.2)       | 23.9 (75.0)       | 20.0 (68.0)       | 13.7 (56.7)       | 7.3 (45.1)        | 2.2 (36.0)        | 11.3 (52.4)       |
| 역대 최저 기온 °C (°F)                                       | −7.8 (18.0)       | −8.5 (16.7)       | −7.5 (18.5)       | −0.8 (30.6)       | 4.7 (40.5)        | 12.0 (53.6)       | 16.2 (61.2)       | 15.8 (60.4)       | 10.6 (51.1)       | 2.0 (35.6)        | −1.7 (28.9)       | −6.0 (21.2)       | −8.5 (16.7)       |
| 평균 강수량 mm (인치)                                        | 57.2 (2.25)       | 67.9 (2.67)       | 122.8 (4.83)      | 149.3 (5.88)      | 175.1 (6.89)      | 213.2 (8.39)      | 223.5 (8.80)      | 164.3 (6.47)      | 244.0 (9.61)      | 166.6 (6.56)      | 82.1 (3.23)       | 64.0 (2.52)       | 1,729.9 (68.11)   |
| 평균 강수일수 (≥ 1.0 mm)                                     | 6.9               | 7.2               | 9.6               | 9.7               | 10.1              | 11.9              | 12.5              | 9.1               | 11.2              | 9.1               | 6.7               | 7.6               | 111.6             |
| 평균 월간 일조시간                                           | 157.5             | 161.3             | 192.0             | 196.8             | 200.5             | 153.9             | 171.1             | 210.2             | 160.1             | 163.2             | 152.2             | 148.7             | 2,067.5           |
| 출처: 일본 기상청 (평년값: 1991년~2020년, 극값: 1979년~현재) |                   |                   |                   |                   |                   |                   |                   |                   |                   |                   |                   |                   |                   |